# Matt Haarms
Matt Haarms (Amsterdam; 22 de abril de 1997) es un jugador de baloncesto neerlandés que  pertenece a la plantilla del Kagoshima Rebnise de la B.League de Japón. Mide 2,21 metros y juega en la posición de pívot.

## Carrera deportiva

### Universidad
Es un pívot natural de Amsterdam formado en la Sunrise Christian Academy de Bel Aire, Kansas, antes de ingresar en 2017 en la Universidad Purdue en West Lafayette, Indiana, para jugar durante tres temporadas la NCAA con los Boilermakers desde 2017 a 2020.
En su último año como universitario, ingresa en la Universidad Brigham Young, situada en Provo, en el estado de Utah, para jugar durante la temporada 2020-21 la NCAA con los BYU Cougars.

### Profesional
Tras no ser elegido en el draft de la NBA de 2021, el 13 de julio de 2021 firmó por el Fraport Skyliners de la Basketball Bundesliga.
El 29 de julio de 2023, firma con Zunder Palencia de la Liga Endesa.
El 20 de junio de 2024 ficha por los Kagoshima Rebnise de la B.League de Japón.

### Selección nacional
Es internacional con la selección de baloncesto de los Países Bajos con la que debutó en 2021. 
En septiembre de 2022 disputó con el combinado absoluto neerlandés el EuroBasket 2022, disputando 4 encuentros y finalizando en vigesimosegunda posición.